# Paurothericles marsabitica
Paurothericles marsabitica är en insektsart som först beskrevs av Kevan, D.K.M. 1954.  Paurothericles marsabitica ingår i släktet Paurothericles och familjen Thericleidae. Inga underarter finns listade i Catalogue of Life.

## Bildgalleri

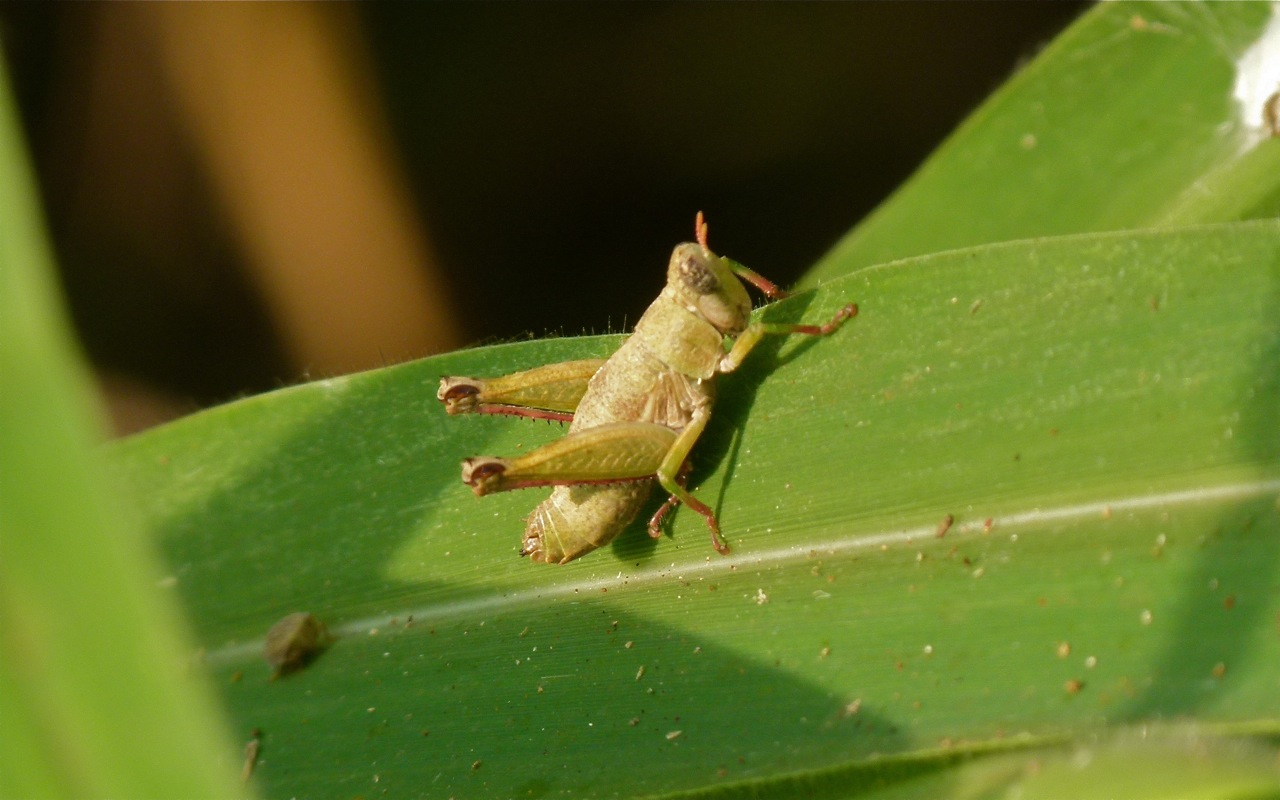
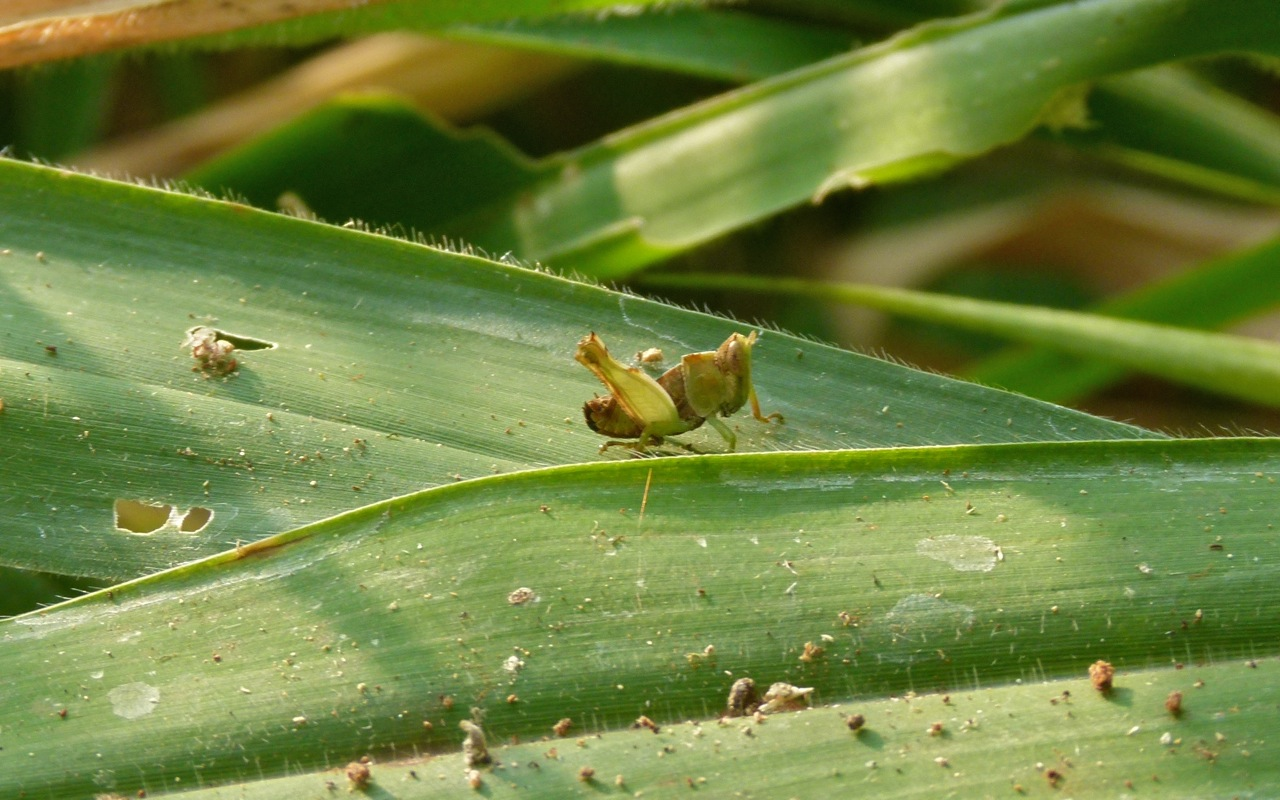